# Teoria zasobowa
Teoria zasobowa, teoria zasobów i kompetencji lub podejście zasobowe (ang. resource-based view) – jedna z głównych teorii zarządzania strategicznego. 
Zakłada, że organizacja jest zbiorem zasobów i kompetencji. Zgodnie z tą teorią zasób wiedzy i umiejętności przedsiębiorstwa są czynnikami istotniejszymi w procesie tworzenia strategii niż sytuacja w otoczeniu, a strategia jest w pierwszej kolejności budowana dla całej organizacji, a dopiero w następnej kolejności dla poszczególnych dywizji czy jednostek biznesu.